# Millió

Tíz hatványainak megjelenítése 1-től 1 millióig

A millió ezerszer ezret jelent: 106.
Kiírva 1 000 000 (egymillió). A milliót jelentő SI-prefixum: mega.
A név az olaszból ered, ahol a mille ezret jelent, és az 1 000 000-t millionének, azaz „nagy ezer”-nek hívták. A szám 49 pozitív egész számmal osztható maradék nélkül. Normálalakban az 1 · 106 alakban írható fel.

## Egyéb területen
- Egy 2004-ben készült amerikai filmdráma címe Millió dolláros bébi
- A gazdag embereket szokás milliomosnak hívni, különösen ha milliós nagyságrendű a pénze.